# Erna Sirch
Erna Sirch (* 30. April 1912 in Thorn; † unbekannt) war eine deutsche Funktionärin der DDR-Blockpartei LDPD und DFD-Funktionärin. Sie war von 1967 bis 1975 Abgeordnete der Volkskammer.

## Leben
Sirch, Tochter eines Angestellten, besuchte die Handels- und Abendschule und erlernte von 1928 bis 1932 den Beruf der Buchhändlerin. Am 1. Februar 1935 trat sie der NSDAP bei. Von 1936 bis 1945 war sie Geschäftsführerin einer Buchhandlung mit Druckerei.
Nach Ende des Krieges leitete sie 1945/1946 das Wirtschaftsamt der Stadt Buckow. Ab 1947 war sie als selbständige Buchhändlerin und ab 1961 als Buchhändlerin mit Kommissionsvertrag tätig. 1950 trat sie der Liberal-Demokratischen Partei Deutschlands (LDPD), 1952 dem Kulturbund und 1958 dem Demokratischen Frauenbund Deutschlands (DFD) bei. Von 1957 bis 1961 war sie Stadtverordnete in Buckow, dann dort ehrenamtlicher Stadtrat für Kultur und Volksbildung. Von 1963 bis 1965 absolvierte sie ein Fernstudium für Kulturfunktionäre. Ab 1967 gehörte sie als Mitglied dem LDPD-Bezirksvorstand Frankfurt (Oder). 1968 wurde sie zur Vorsitzenden der LDPD-Ortsgruppe Buckow gewählt.
Von 1963 bis 1967 war Sirch Nachfolgekandidatin und dann von Juli 1967 bis Juni 1975 Abgeordnete der Volkskammer der DDR. 
Von 1964 bis 1969 war sie zudem Mitglied des Präsidiums des DFD-Bundesvorstandes.

## Schriften
- Märkische Schweiz. Buckow, Waldsieversdorf [hrsg. vom Rat der Stadt Buckow (Märkische Schweiz) in Zusammenarbeit mit den Natur- und Heimatfreunden des Kulturbundes der DDR in Buckow und Waldsieversdorf]. 5. Auflage. VEB Brockhaus, Leipzig 1976.

## Auszeichnungen
- Clara-Zetkin-Medaille
- Verdienstmedaille der DDR